# Akt administracyjny
Akt administracyjny – jedna z prawnych form działania administracji publicznej. Jednostronne, władcze oświadczenie woli organu administracji publicznej rozstrzygające w sposób prawnie wiążący o sytuacji indywidualnie określonego podmiotu prawa w konkretnej sprawie, wydane przez ten organ w toku postępowania administracyjnego, na podstawie przepisów proceduralnego prawa administracyjnego (i w wykonaniu przepisów materialnego prawa administracyjnego).
W prawie administracyjnym materialnym akt taki nosi nazwę decyzji administracyjnej, w prawie procesowym jest to postanowienie, a w prawie ustrojowym rozstrzygnięcie nadzorcze.  
Aktami administracyjnymi są także nakazy, licencje, koncesje i pozwolenia.
Za pomocą aktu administracyjnego norma prawna abstrakcyjna i generalna zostaje przekształcona w normę konkretną i (w większości przypadków) indywidualną.